# دومينغو سانتا ماريا
دومينغو سانتا ماريا (بالإسبانية: Domingo Santa María) (و. 1825 – 1889 م) هو محام، قاض، دبلوماسي من تشيلي ولد في سانتياغو.

## التعليم
تعلم في جامعة تشيلي.